# Aneflomorpha minuta
Aneflomorpha minuta es una especie de escarabajo longicornio del género Aneflomorpha, tribu Elaphidiini, subfamilia Cerambycinae. Fue descrita científicamente por Chemsak en 1962.

## Descripción
Mide 7-13 milímetros de longitud.

## Distribución
Se distribuye por Estados Unidos y México.